# Ditassa hispida
Ditassa hispida är en oleanderväxtart som först beskrevs av Vell., och fick sitt nu gällande namn av J. Fontella Pereira. Ditassa hispida ingår i släktet Ditassa och familjen oleanderväxter. Inga underarter finns listade i Catalogue of Life.